# Gyrophaena nana
Gyrophaena nana är en skalbaggsart som först beskrevs av Gustaf von Paykull 1800.  Gyrophaena nana ingår i släktet Gyrophaena och familjen kortvingar. Arten är reproducerande i Sverige. Inga underarter finns listade i Catalogue of Life.